# NTS (klasyfikacja)

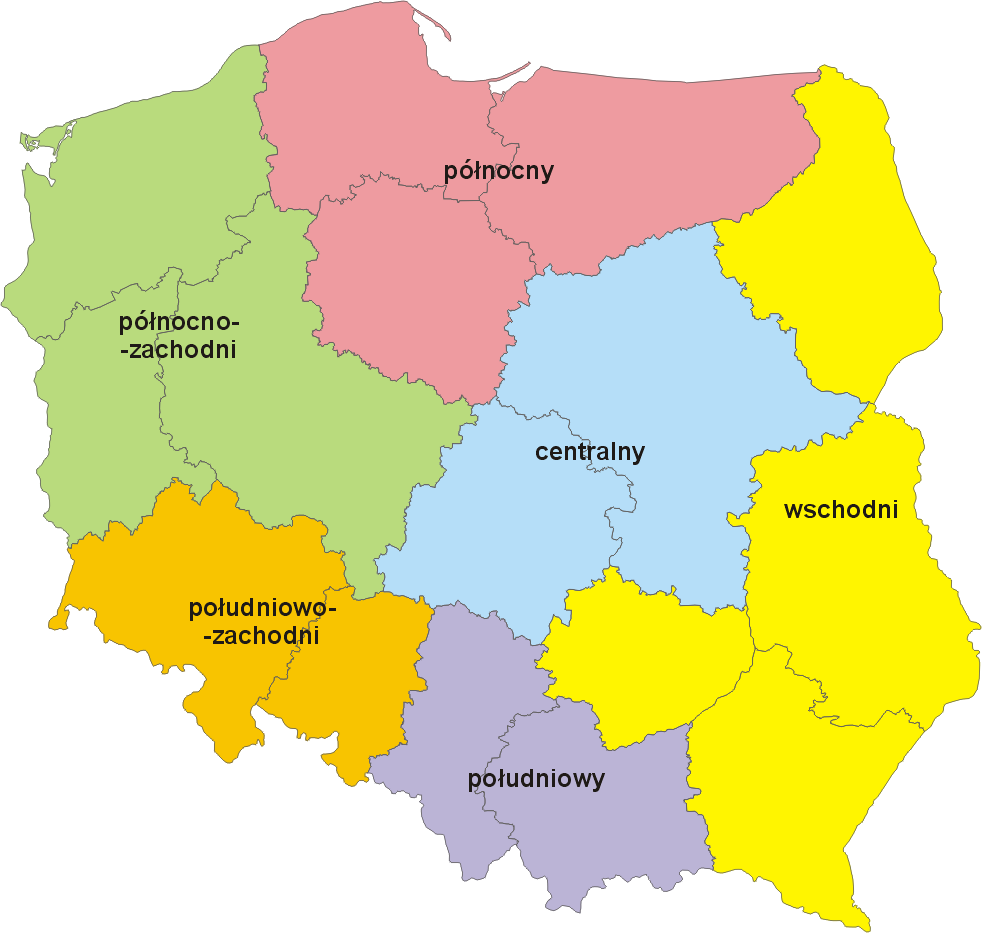
Jednostki NTS 1 (regiony) istniejące w Polsce od 1 maja 2004 roku do 31 grudnia 2017 roku

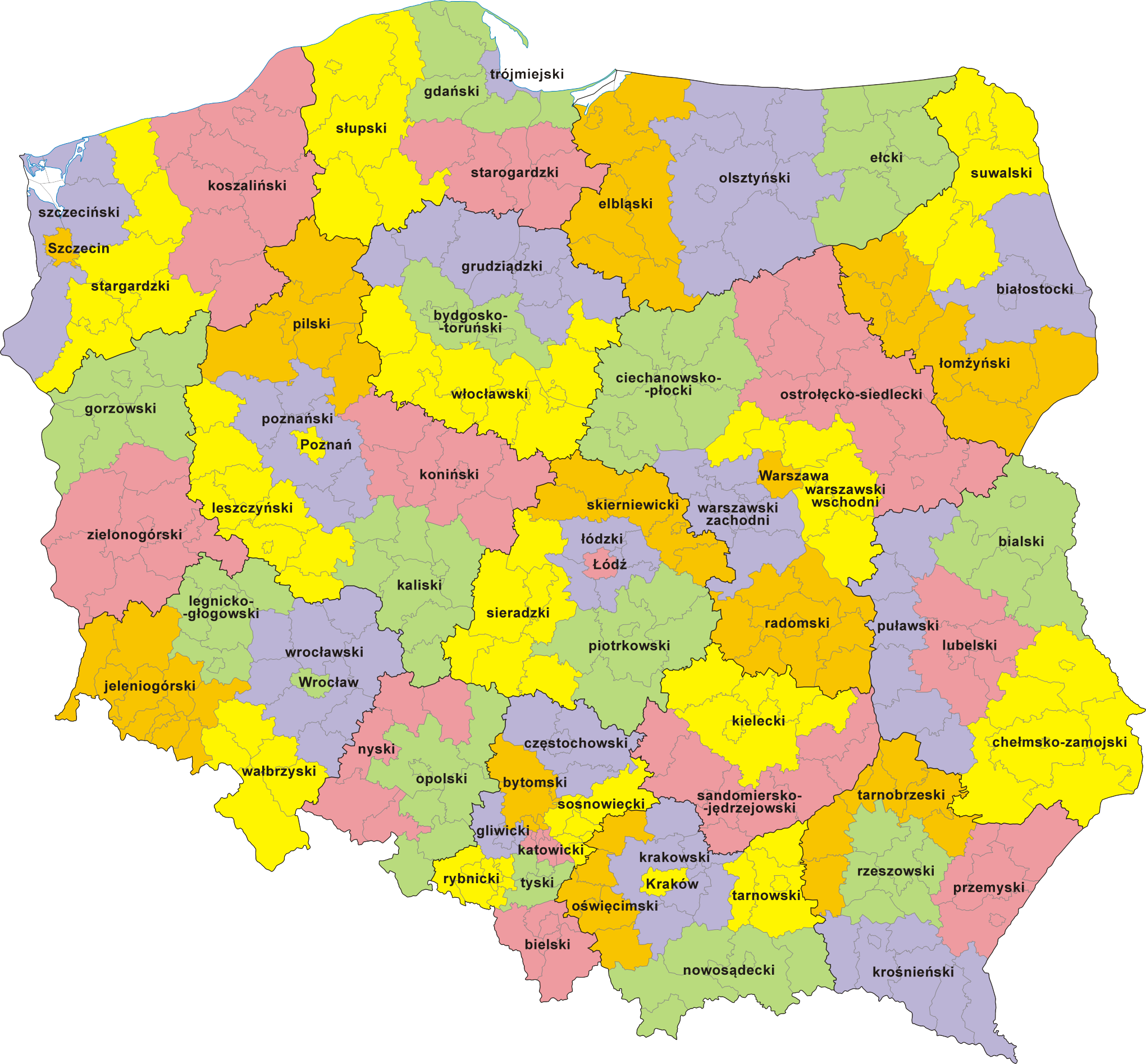
Jednostki NTS 3 (podregiony) istniejące w Polsce od 1 stycznia 2008 roku do 31 grudnia 2014 roku

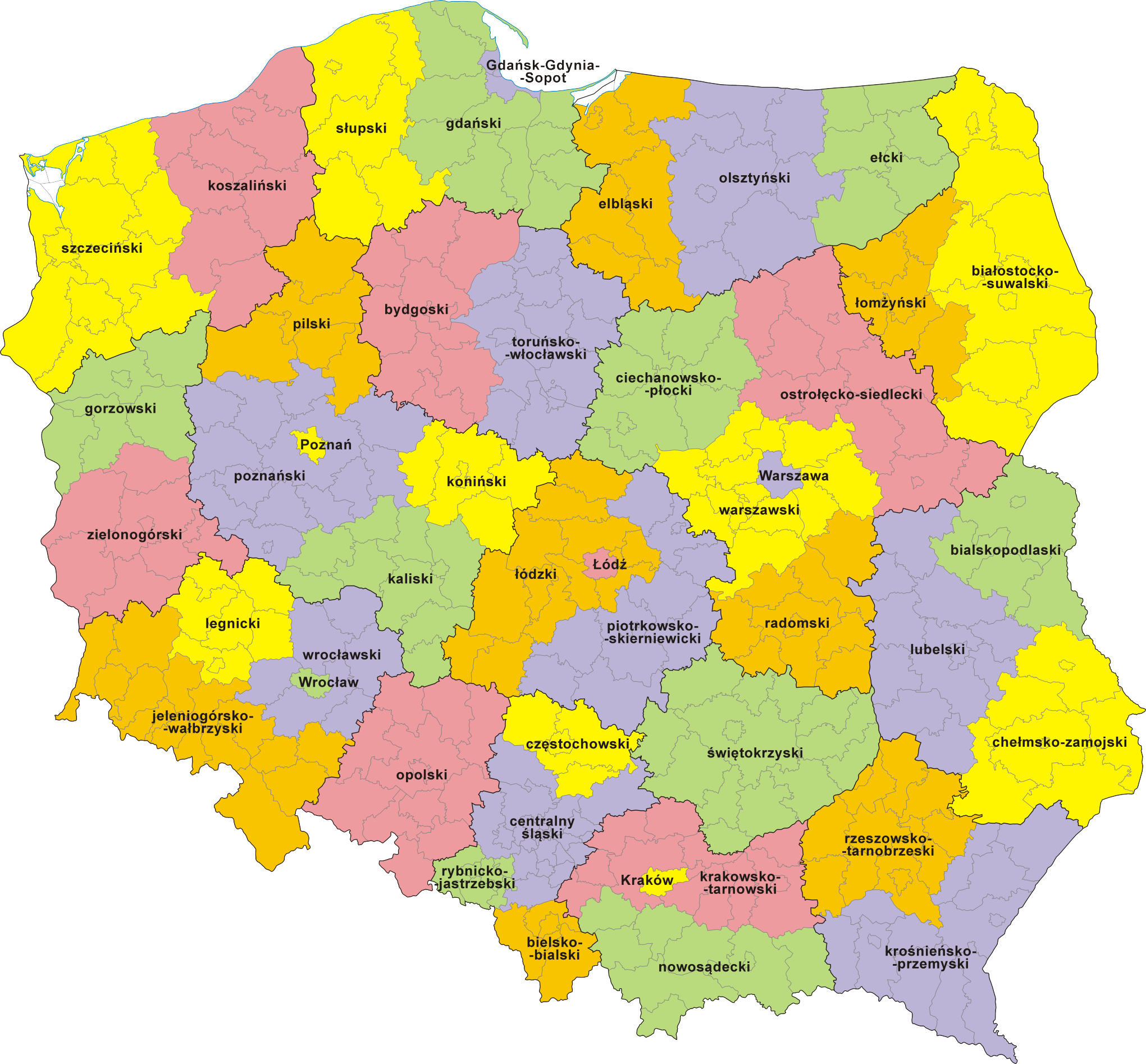
Dawne jednostki NTS 3 (podregiony) istniejące w Polsce od 19 kwietnia 2002 roku do 31 grudnia 2007 roku

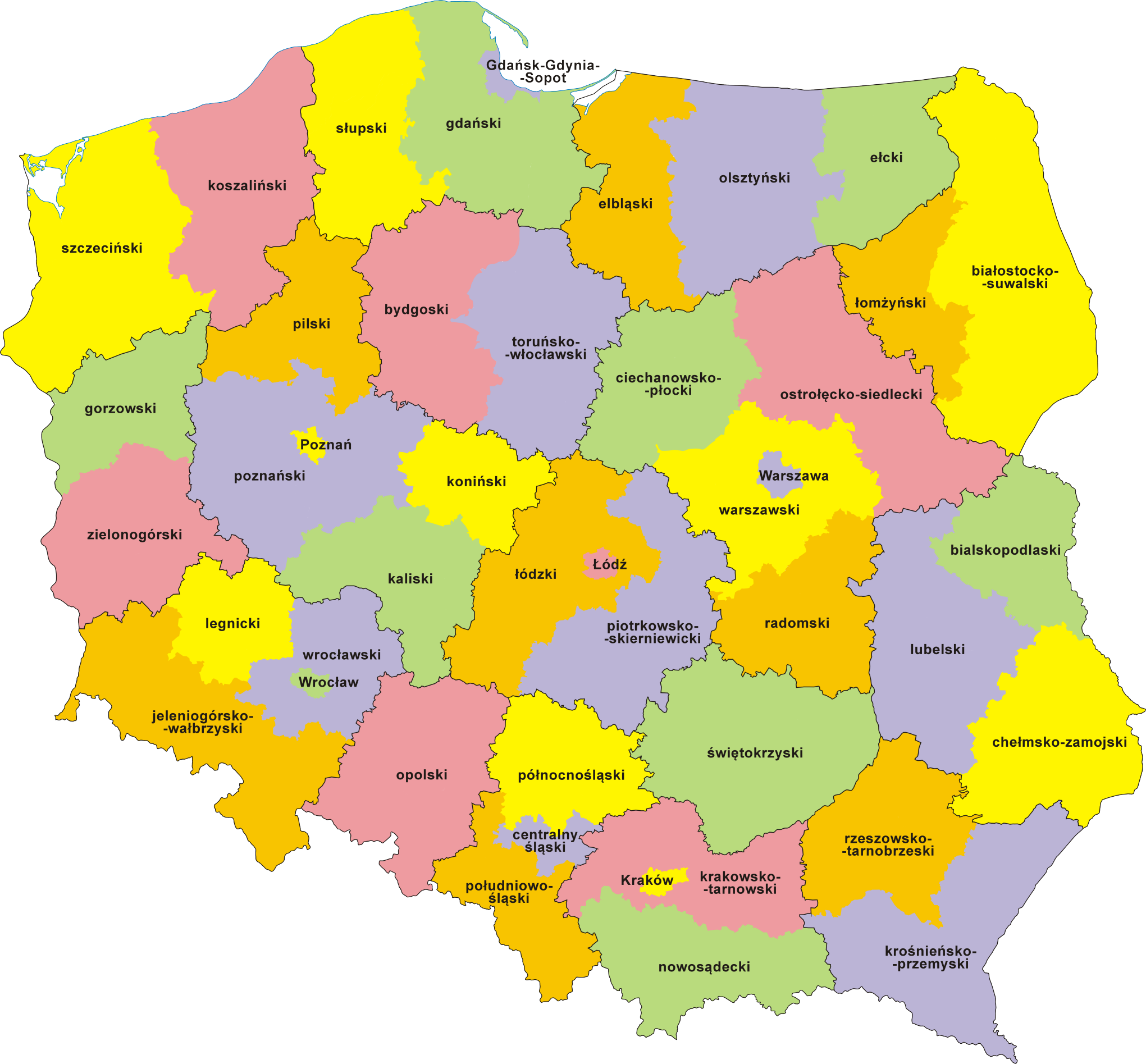
Dawne jednostki NTS 3 (podregiony) istniejące w Polsce od 8 sierpnia 2000 roku do 18 kwietnia 2002 roku

Nomenklatura Jednostek Terytorialnych do Celów Statystycznych, NTS – klasyfikacja jednostek terytorialnych wprowadzona w 2000 roku rozporządzeniem Rady Ministrów i funkcjonująca do końca 2017 roku. Odpowiadała ona Klasyfikacji Jednostek Terytorialnych do Celów Statystycznych (NUTS), obowiązującej w krajach Unii Europejskiej, zgodnie z rozporządzeniem (WE).
W Polsce klasyfikacja NTS stosowana była przede wszystkim przez Główny Urząd Statystyczny dla celów statystyki regionalnej. Umożliwiała też dokonywanie porównań na obszarze UE.

## Poziomy
Jednostki NTS wydzielone były na 5 poziomach, z czego nr 1–3 były poziomami regionalnymi, a 4–5 – lokalnymi. Każda jednostka posiadała symbol.
| Numer poziomu | Struktura symbolu | Nazwa jednostek poziomu                      | Liczba jednostek w Polsce (stan na 01.01.2015 r.) |
| ------------- | ----------------- | -------------------------------------------- | ------------------------------------------------- |
| 1             | X.X               | regiony                                      | 6                                                 |
| 2             | X.X.XX            | województwa                                  | 16                                                |
| 3             | X.X.XX.XX         | podregiony                                   | 72                                                |
| 4             | X.X.XX.XX.XX      | powiaty (wraz z miastami na prawach powiatu) | 380                                               |
| 5             | X.X.XX.XX.XX.XX.X | gminy i ich części                           | 3737                                              |

Pierwsza cyfra symbolu oznaczała numer poziomu, druga – numer regionu, trzecia i czwarta – numer województwa (identyczna z dwucyfrowym symbolem województwa w TERYT), piąta i szósta – numer podregionu, siódma i ósma – numer powiatu (identyczna z dwucyfrowym symbolem powiatu w TERYT), dziewiąta, dziesiąta i jedenasta – numer gminy (identyczna z trzycyfrowym symbolem gminy w TERYT), np. 5.3.18.34.09.03.2 – gmina Horyniec-Zdrój.
Porównanie przykładowych kodów NTS, TERYT i NUTS:
| NTS                                      | TERYT                          | NUTS                  |
| ---------------------------------------- | ------------------------------ | --------------------- |
| 1.3 – region wschodni                    | –                              | PL3 – Region Wschodni |
| 2.3.18 – województwo podkarpackie        | 18 – województwo podkarpackie  | PL32 – Podkarpackie   |
| 3.3.18.34 – podregion przemyski          | –                              | PL324 – Przemyski     |
| 4.3.18.34.09 – powiat lubaczowski        | 1809 – powiat lubaczowski      | –                     |
| 5.3.18.34.09.03.2 – gmina Horyniec-Zdrój | 1809032 – gmina Horyniec-Zdrój | –                     |